# Tarpeia

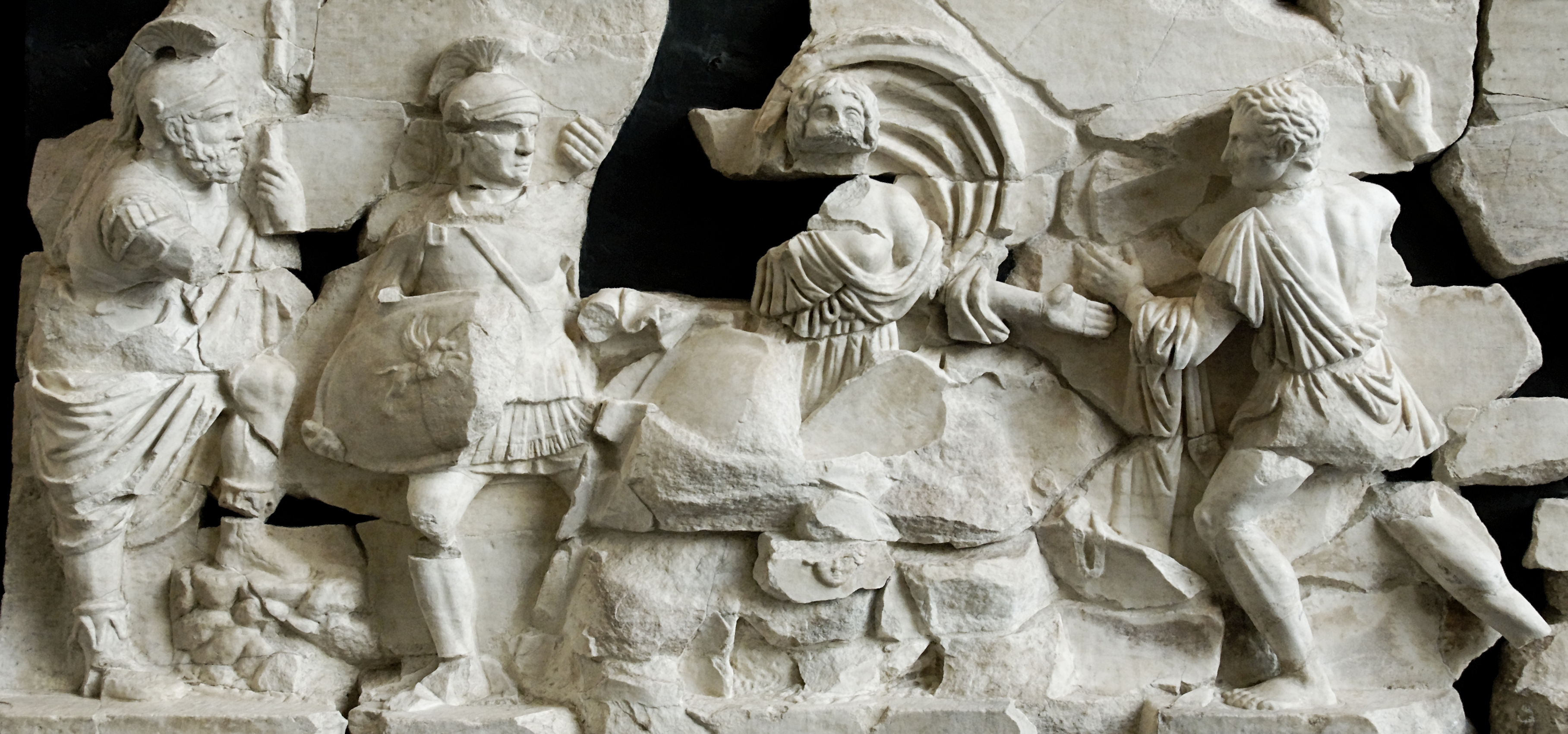
Tod der Tarpeia (Fries der Basilica Aemilia, 1. Jahrhundert)

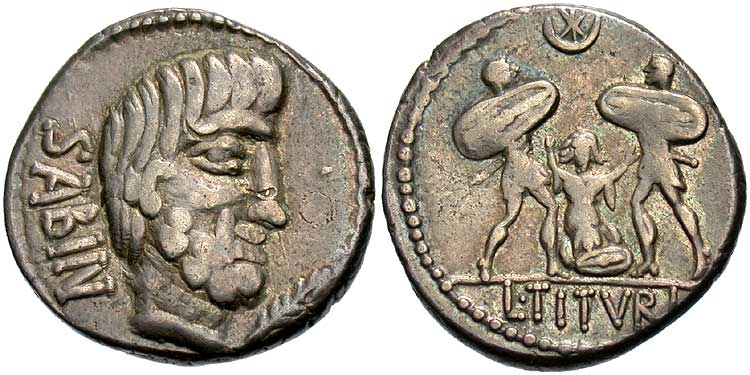
Tod der Tarpeia (auf dem Revers eines republikanischen Denars)

Die vestalische Jungfrau Tarpeia (altgriechisch Ταρπεία) war in der römischen Mythologie die Tochter des Spurius Tarpeius, des Kommandanten des Kapitols in Rom.

## Die Tarpeia-Überlieferung
Tarpeia gewährte in Abwesenheit ihres Vaters, so die Sage, den Sabinern, als diese unter Titus Tatius Rom angriffen, den Zugang zum Kapitol. Im Gegenzug sollte sie das bekommen, was die Sabiner am linken Arm trugen – sie dachte an den reichen Goldschmuck. Die Sabiner „belohnten“ sie, indem sie sie unter ihren Schilden, die sie ebenfalls am linken Arm trugen, begruben. In Erinnerung an ihren Urverrat nannte man den Felsen des Kapitols, über den man später die Verräter zu Tode stürzte, den „Tarpejischen Felsen“.
Es gibt noch eine zweite Version der Tarpeiasage. Diese besagt, dass Tarpeia beim Wasserschöpfen – Wasserholen für kultische Handlungen gehörte zu den Aufgaben der Vestalinnen – auf Titus Tatius, den König der Sabiner traf. Sie verliebte sich augenblicklich in den Mann und versprach ihm aus lauter Liebe, die Tore des Kapitols zu öffnen. Dadurch errangen die Sabiner zwischenzeitlich den Sieg in der Schlacht gegen die Römer. Da Tarpeia aber Hochverrat begangen hatte, verurteilten sie die Sabiner, obwohl sie ihnen geholfen hatte, zum Tode.
Tarpeias Geschichte hat u. a. der römische Geschichtsschreiber Titus Livius überliefert.

## Nachleben
Tarpeia wurde auch auf einer Münze des Kaisers Augustus dargestellt. Dort steht sie inmitten eines Haufens von Schilden.